# Пойнтер, Эдвард Джон
Эдвард Джон Пойнтер (англ. Edward John Poynter; 20 марта 1836, Париж — 26 июля 1919) — английский художник, член Арундельского общества.

## Биография
Родился 20 марта 1836 в Париже, хотя вскоре после этого его родители вернулись в Великобританию, в семье архитектора и художника Амвросия Пойнтера. В 1853 году он встретил Фредерика Лейтона в Риме, который произвел большое впечатление на 17-летнего Пойнтера. Получил начальное художественное образование в Вестминстерской школе и в Ипсвиче, в 1856—1859 годах. Учился живописи в Лондоне, Риме и Париже у Шарля Глейра (вместе с Уистлером). Приобрёл известность большими историко-мифологическими полотнами — такими, как «Израиль в Египте» (1867), «Визит Царицы Савской» (1871—1875), «Царь Соломон» (1890). В 1866 году Пойнтер женился на знаменитой красавице Агнес Макдональд, дочери священника-методиста Джорджа Брауна Макдональда. У них было трое детей.
В 1871 году стал членом Бельгийского общества акварелистов, был избран в Королевскую Академию художеств в 1876 году, а в 1896 году (по смерти её президента Дж. Милле) стал её президентом. Одновременно в 1894—1904 годах Пойнтер занимал должность директора лондонской Национальной галереи. В 1902 году ему был пожалован титул баронета. Пойнтер умер в Лондоне в 1919 году.

## Галерея

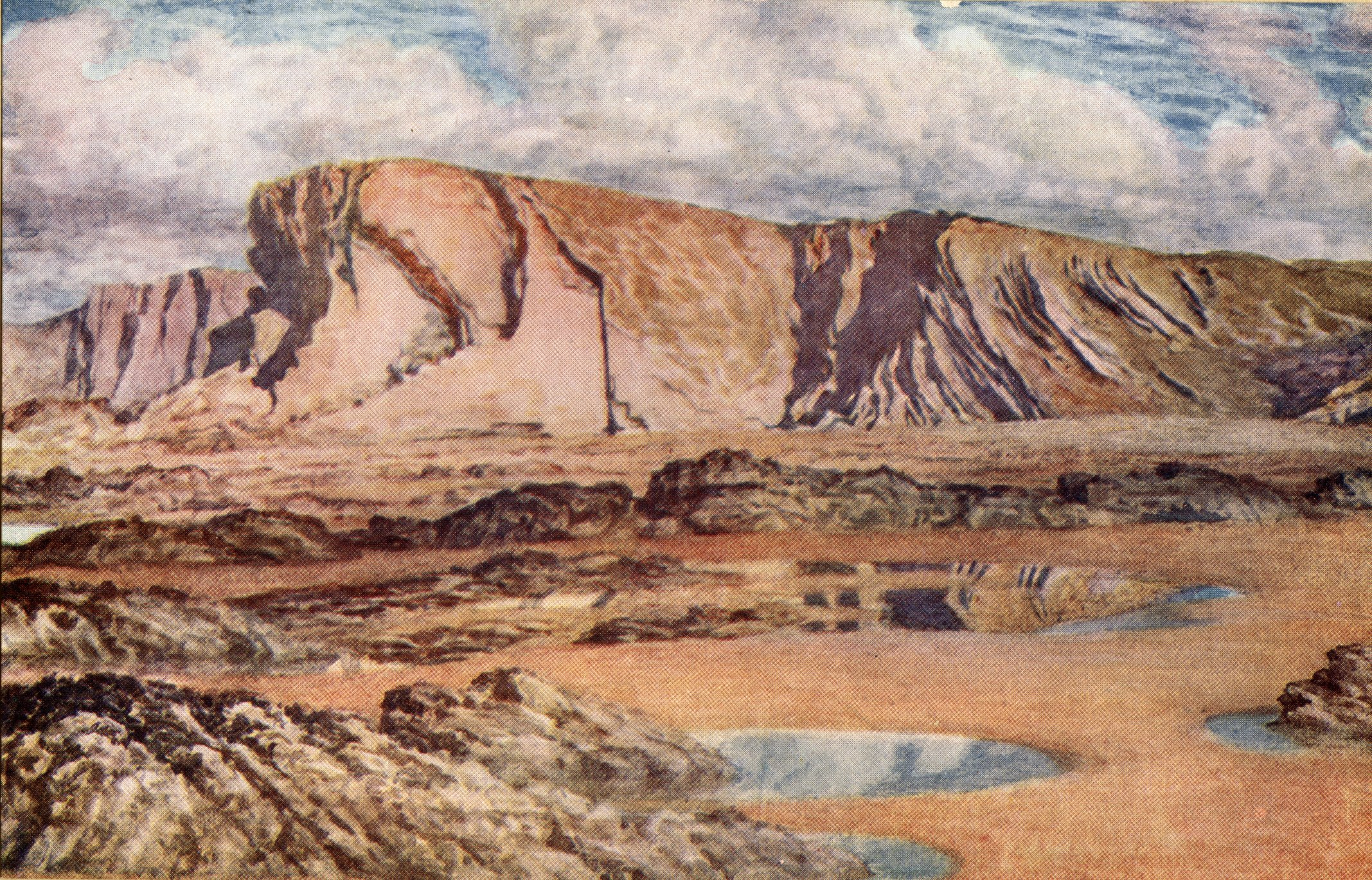
Стены старой Англии (прибрежные скалы во время отлива).
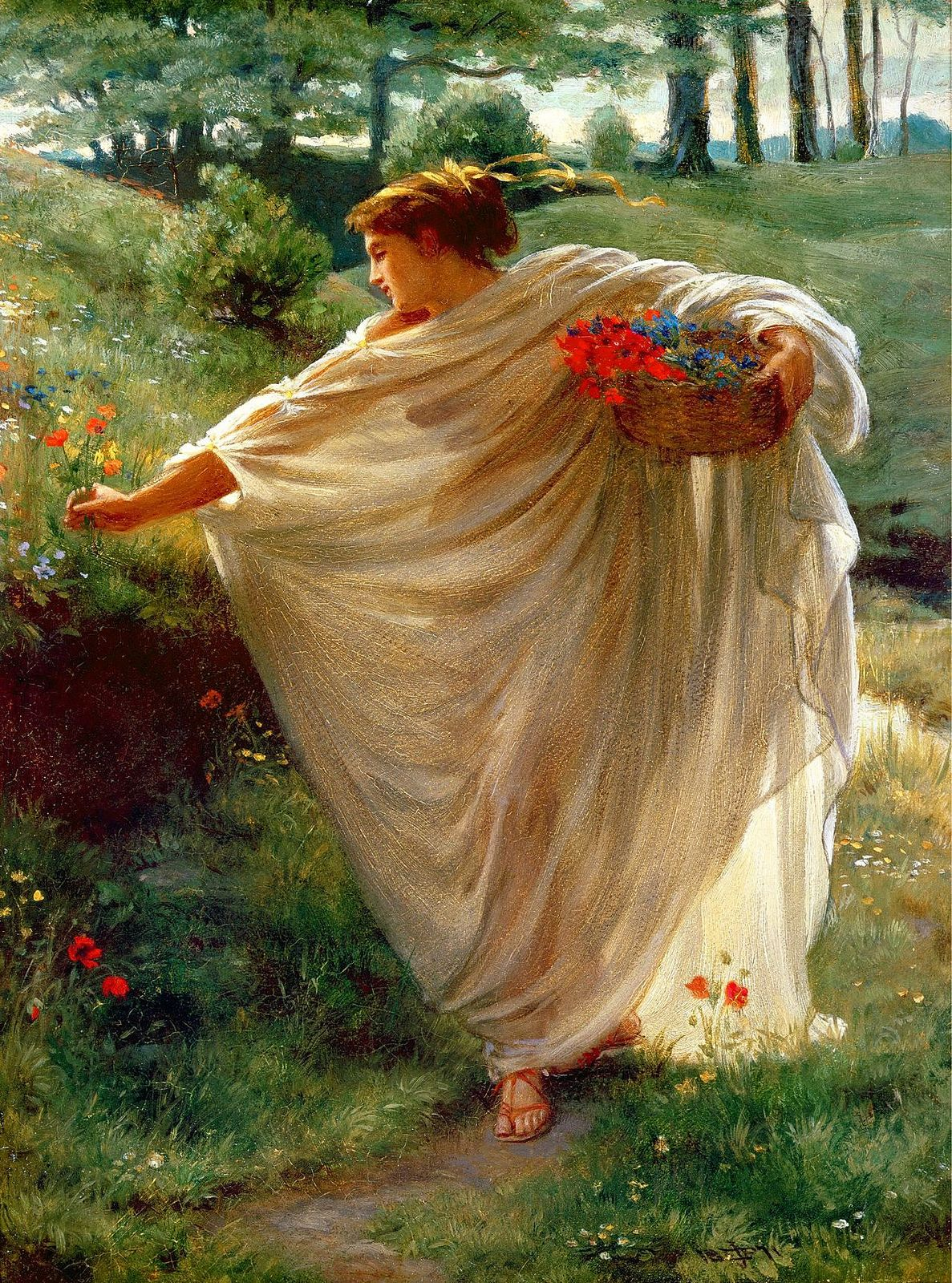
Дикие цветы.
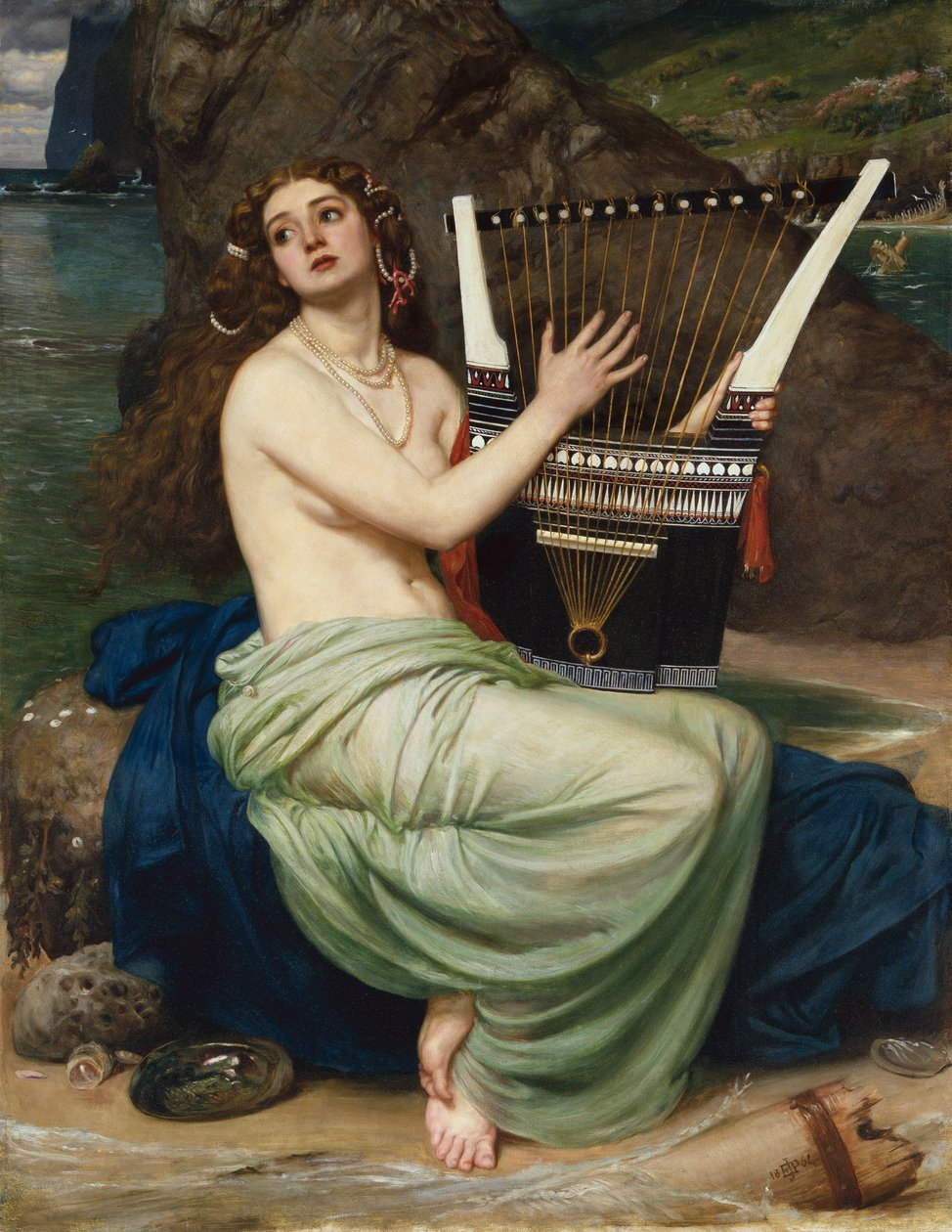
Сирена.
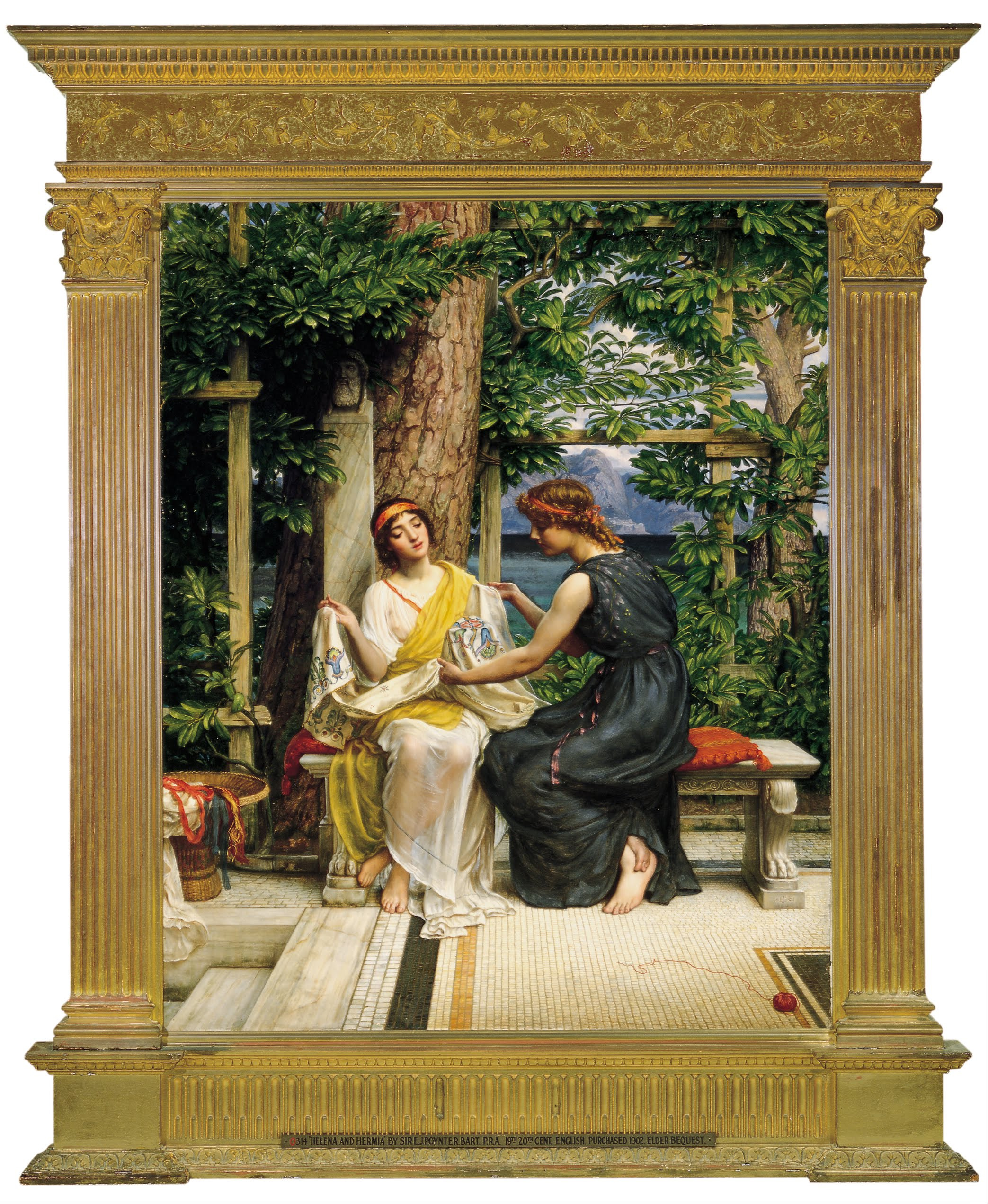
Елена и Гермия.
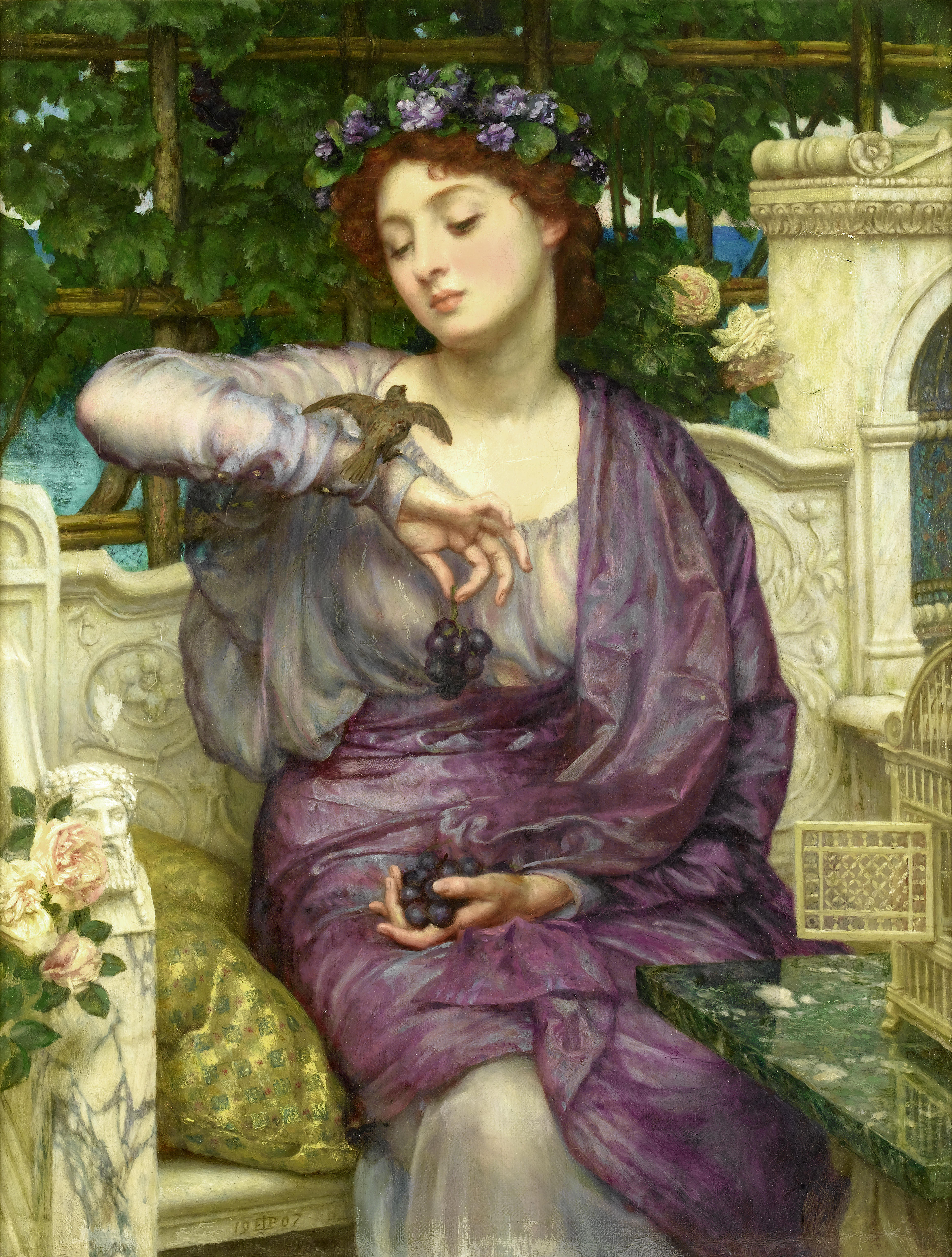
Лесбия и её воробей.
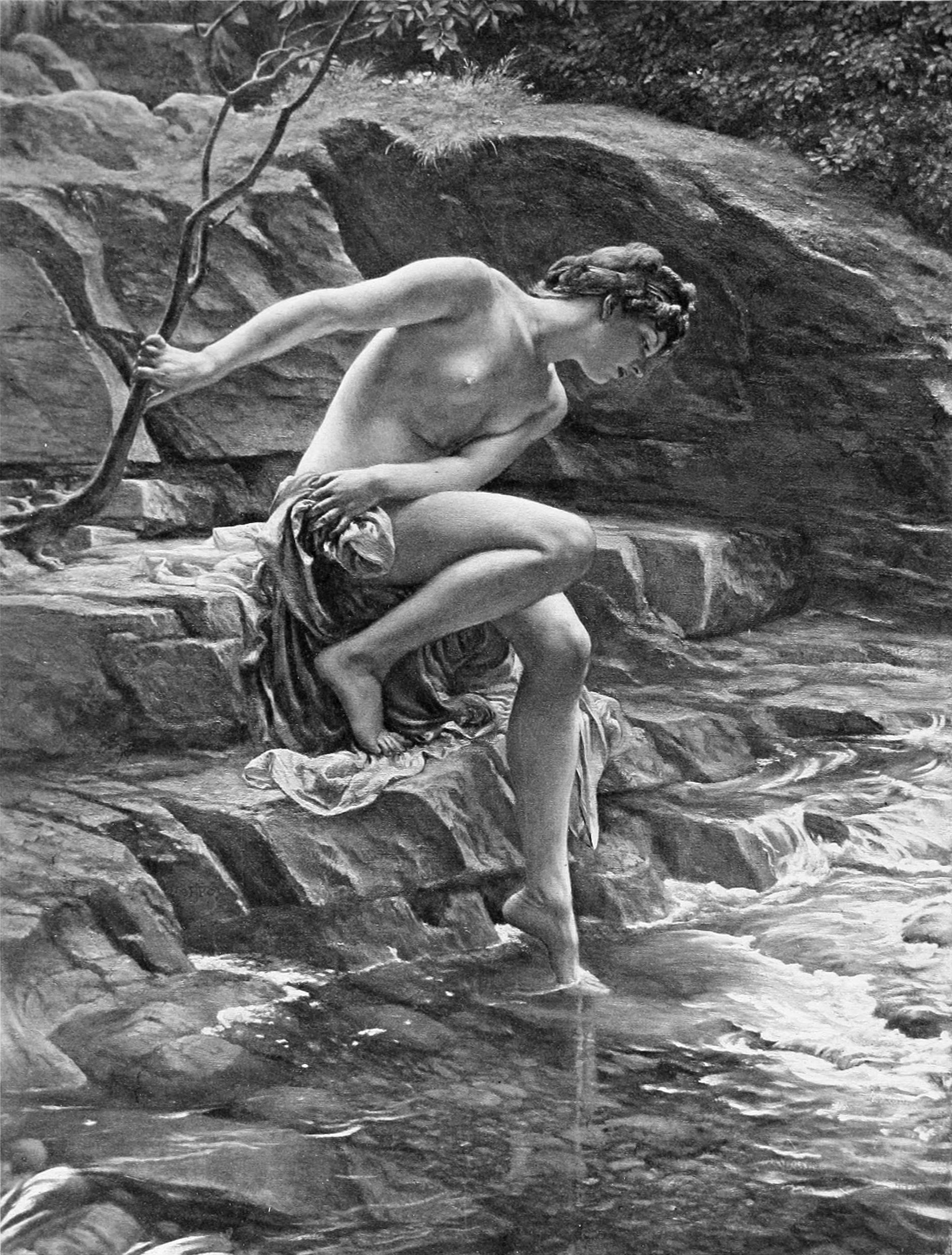
Купающаяся нимфа.
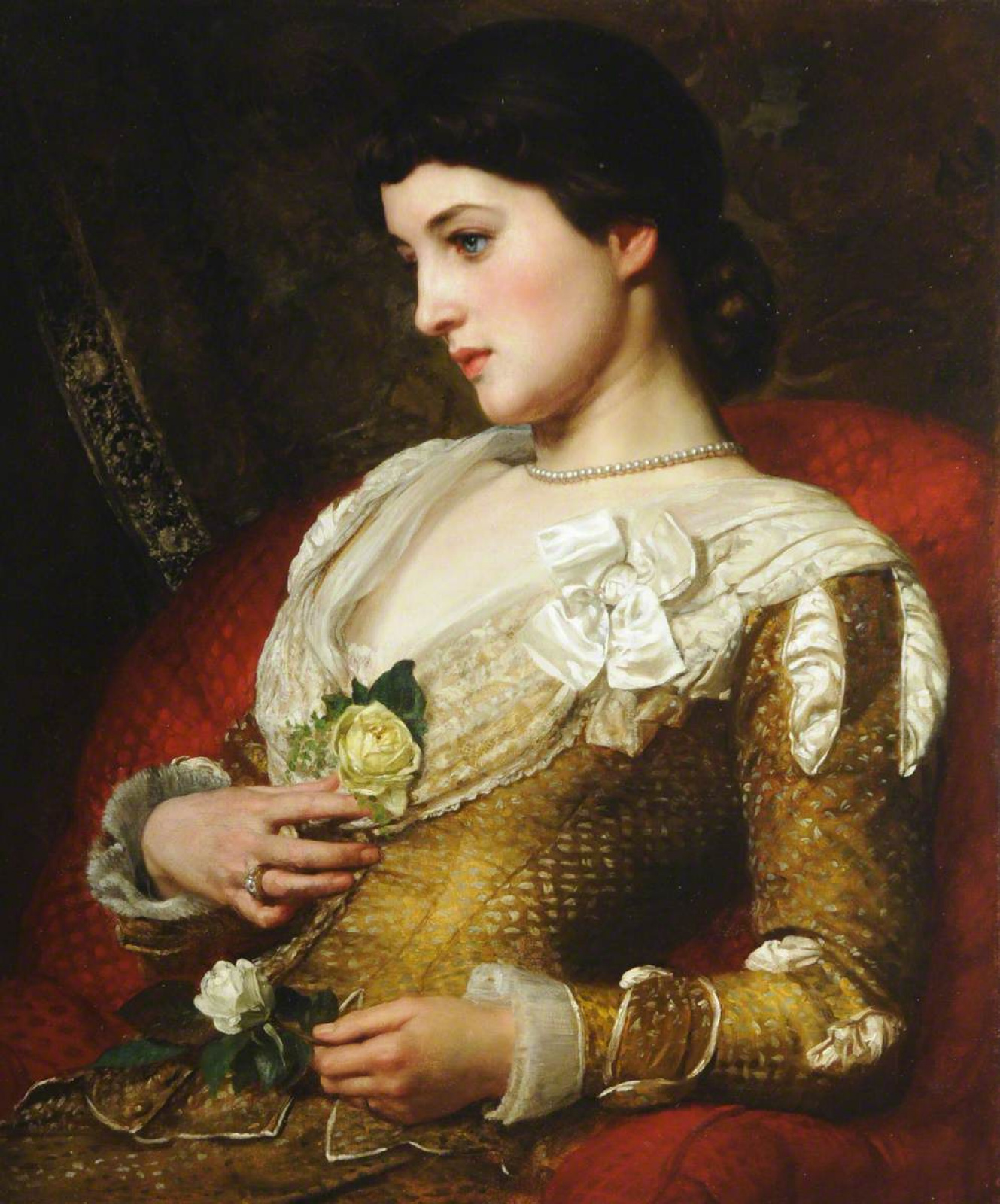
Портрет Лили Лэнгтри.
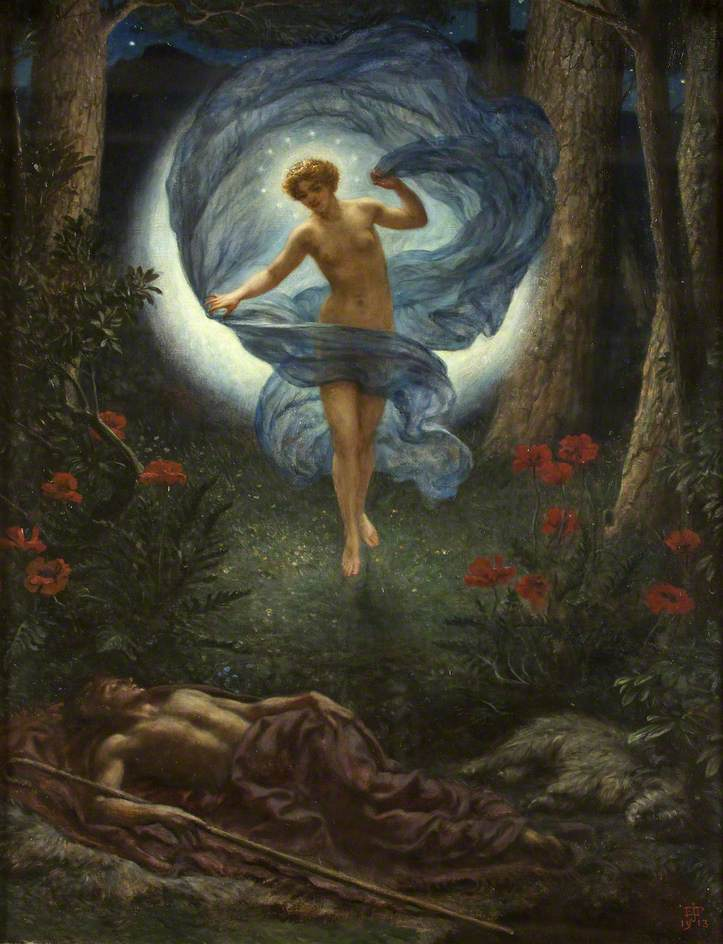
Видение Эндимиона.
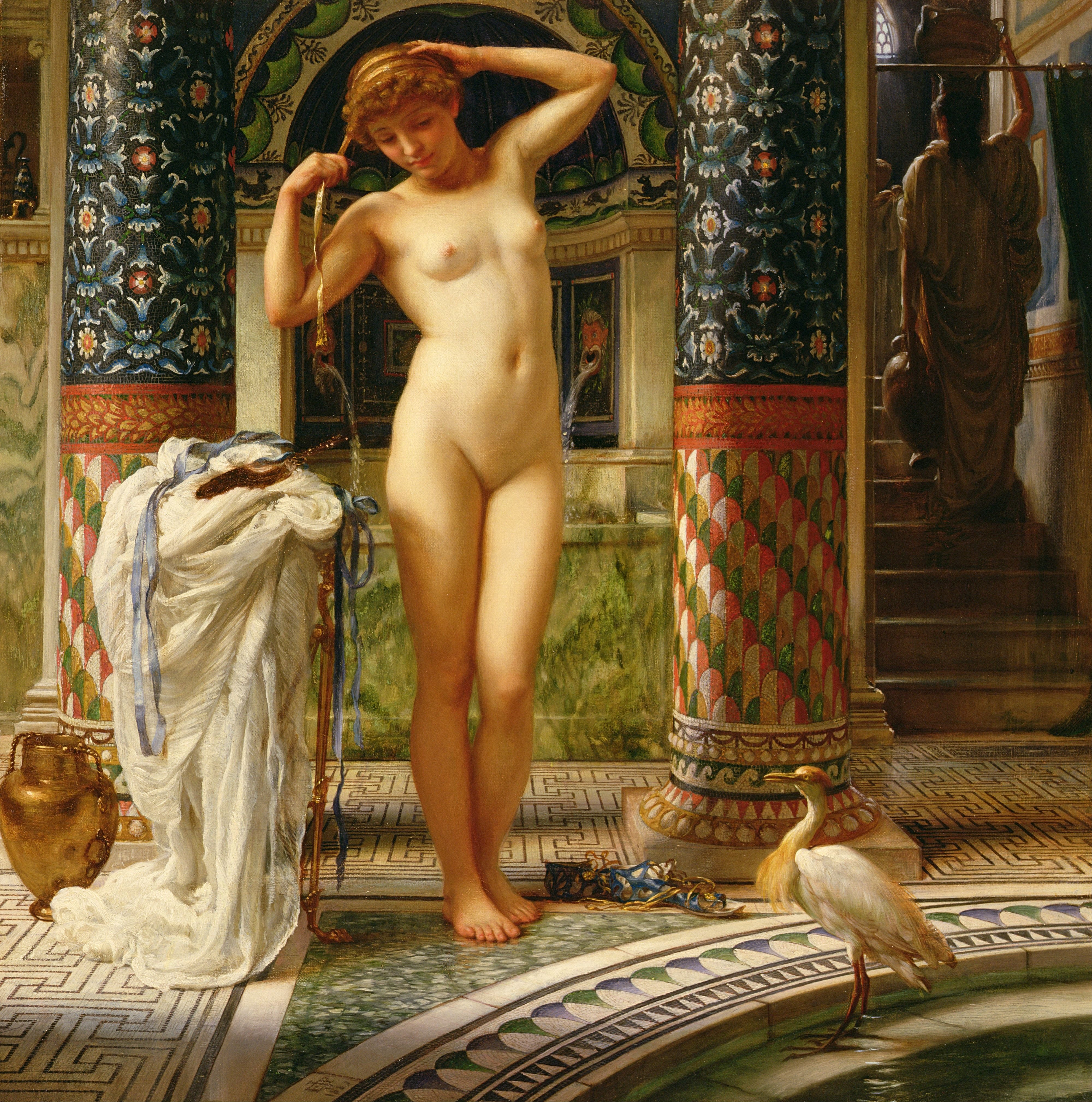
Диадумена.
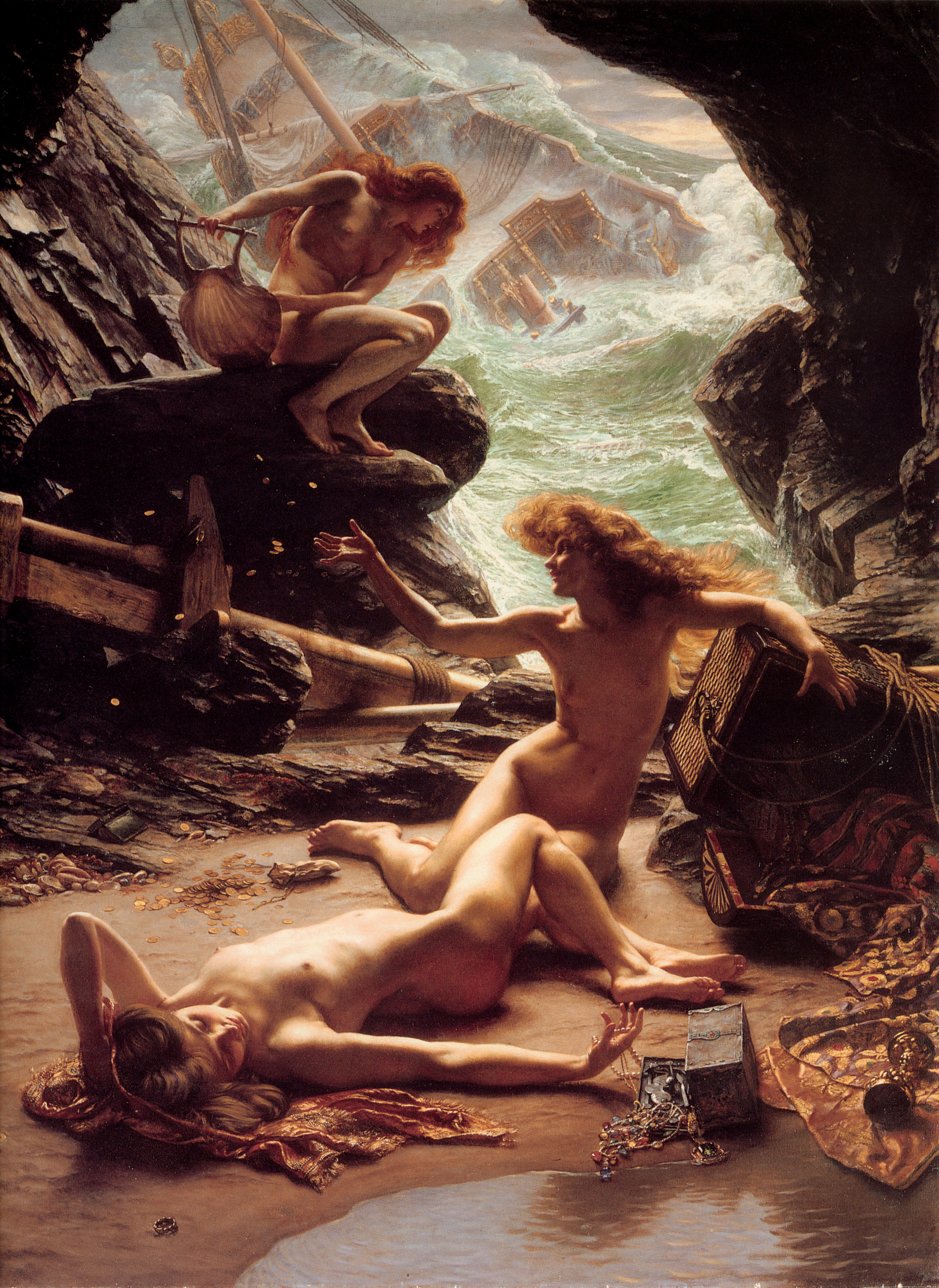
Пещера нимф шторма (сирен).
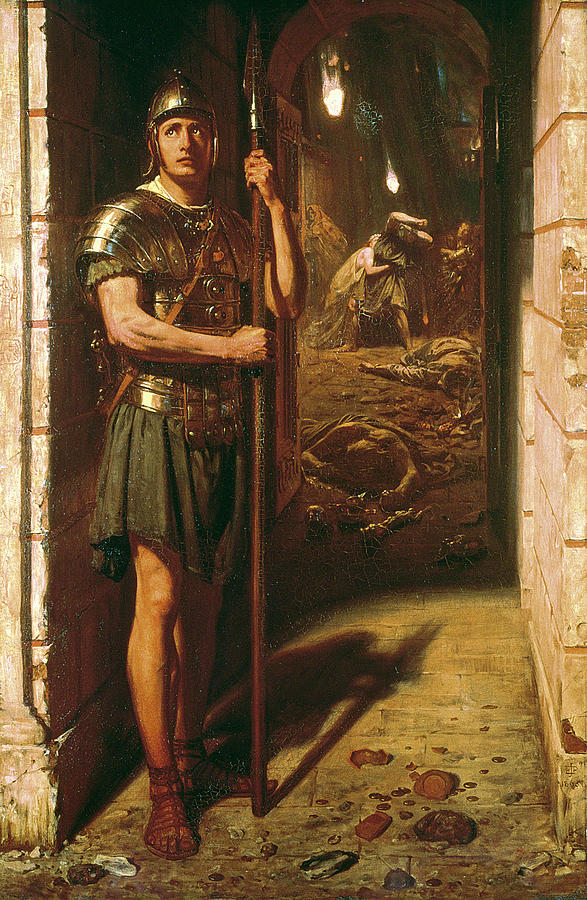
Верен до смерти.
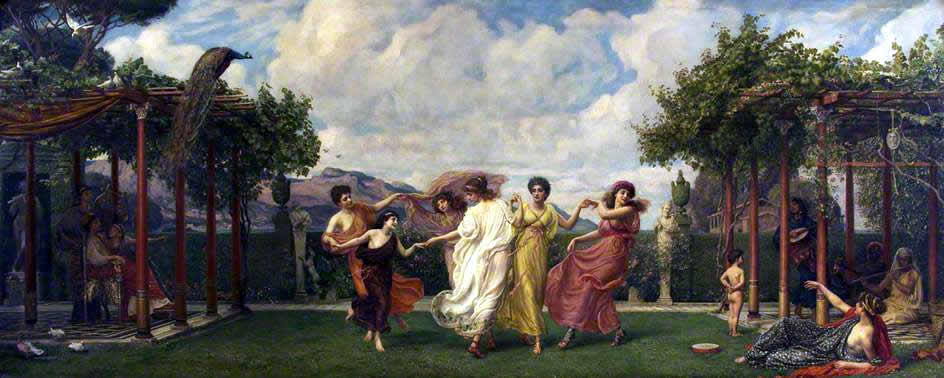
Хоровод сирен.
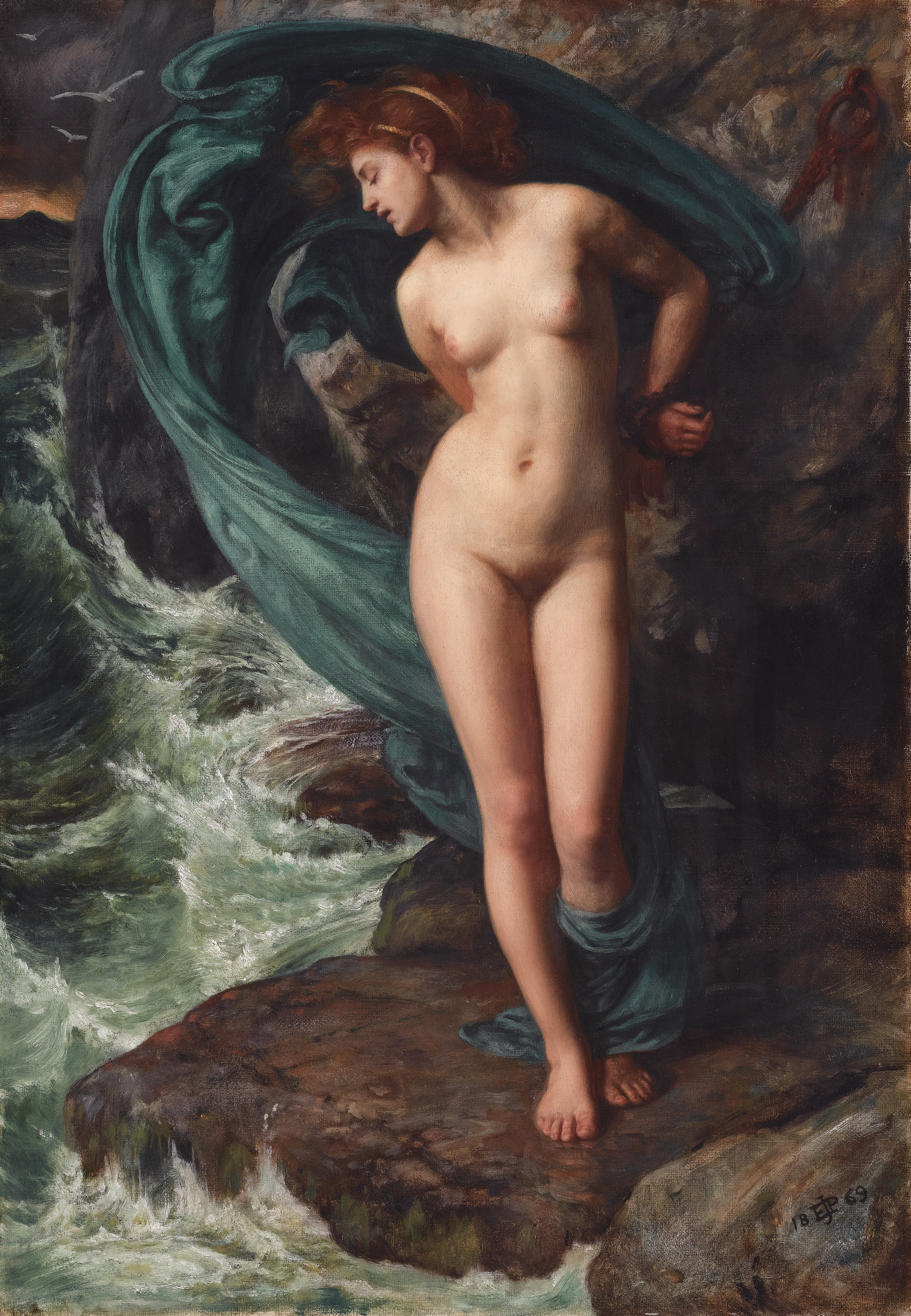
Андромеда.
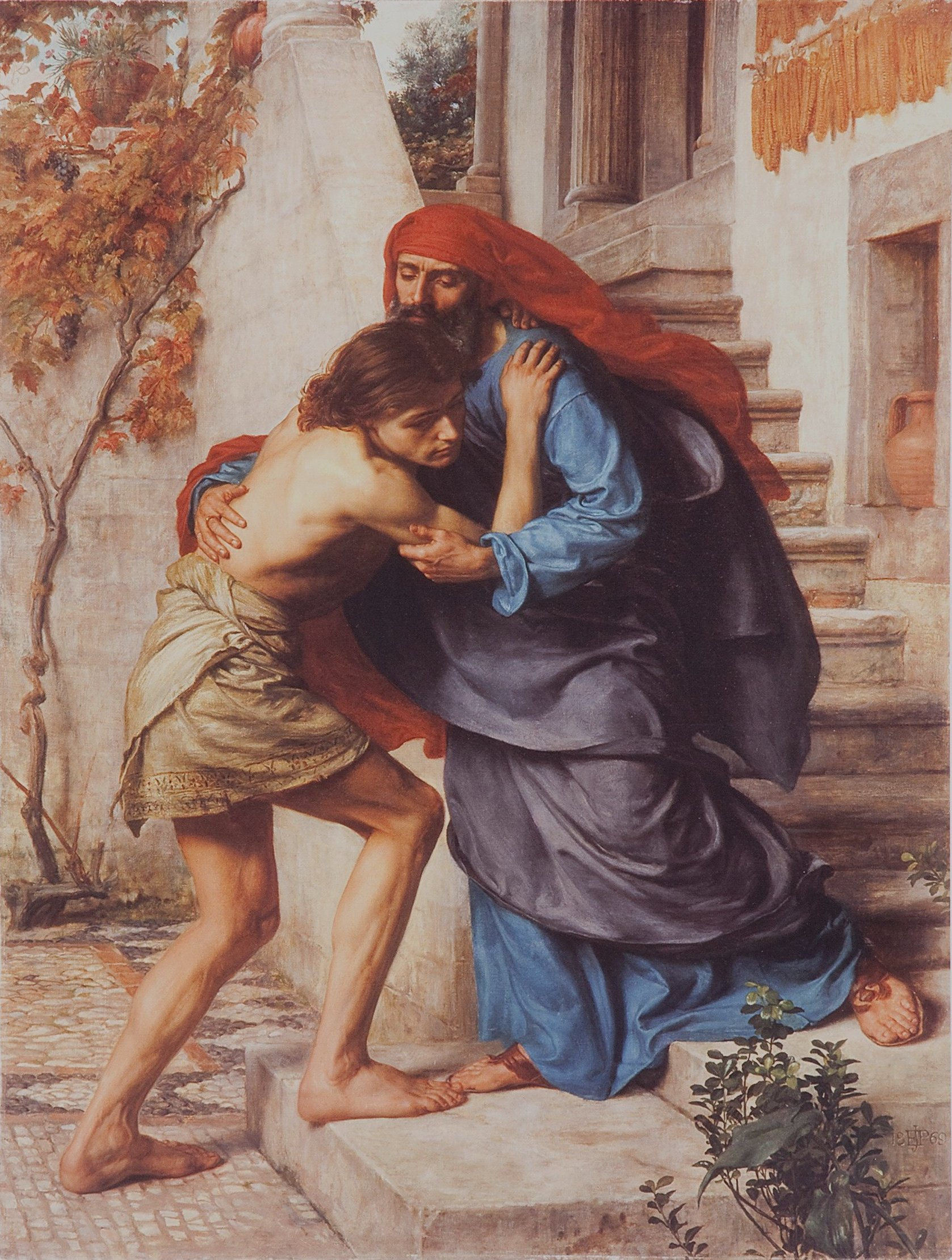
Возвращение блудного сына.
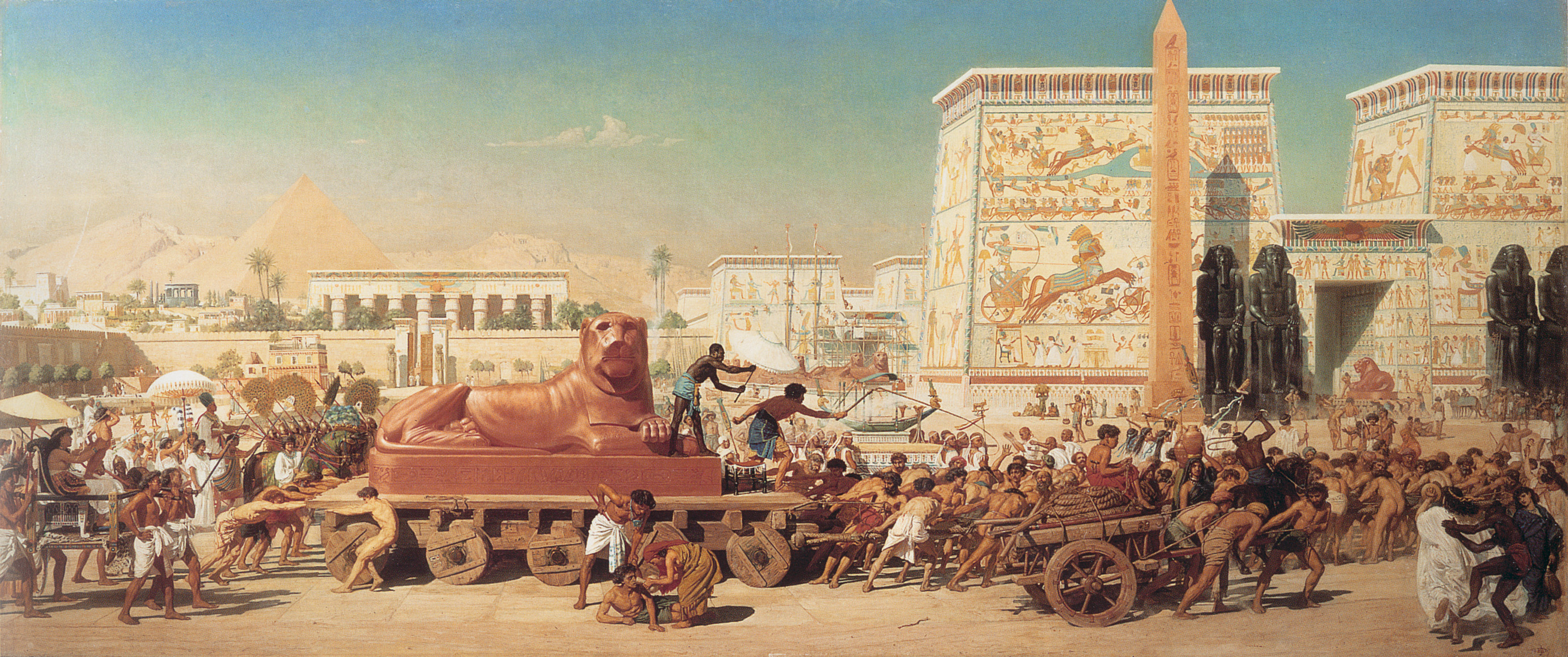
Израиль в Египте.
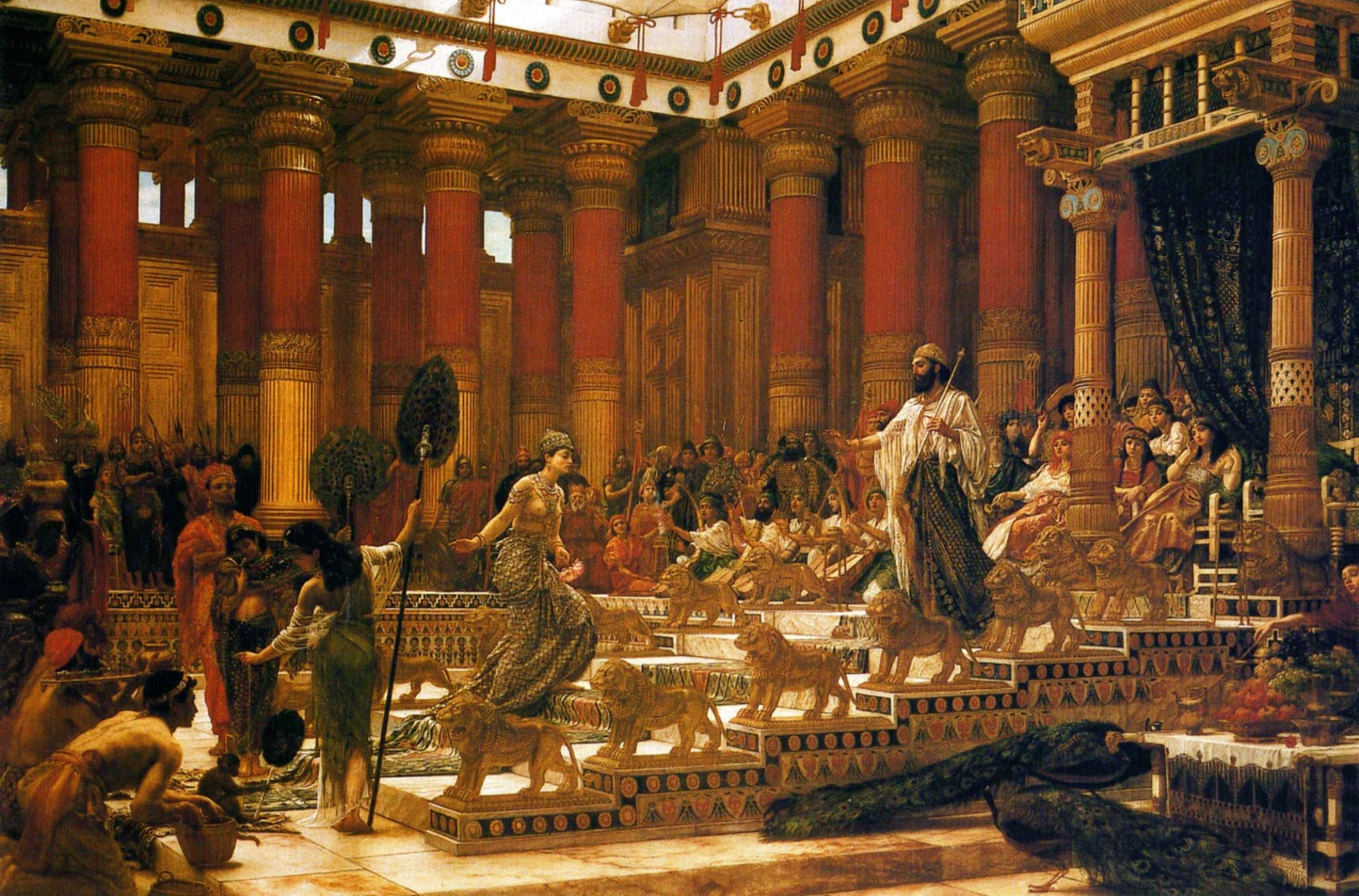
Царь Соломон.

## Источник
- Пойнтер, Эдвард-Джон // Энциклопедический словарь Брокгауза и Ефрона : в 86 т. (82 т. и 4 доп.). — СПб., 1890—1907.